# Hugo XI de Lusignan
Hugo XI de Lusignan, Hugo VI de La Marche o Hugo II de Angulema (1221-6 de abril de 1250) fue un noble francés del siglo XIII. Sucedió a su madre Isabel de Angulema, ex reina de Inglaterra, como Conde de Anguema en 1246. También sucedió a su padre Hugo X como Conde de La Marche en 1249. Era medio hermano de Enrique III de Inglaterra.

## Vida
Hugo XI se comprometió en 1224 con Juana de Tolosa, hija y heredera de Raimundo VII, conde de Tolosa y su esposa Sancha de Aragón. Posteriormente, el compromiso se rompió y Juana se casó con Alfonso de Poitiers, hermano del Rey Luis IX de Francia.
Por el Tratado de Vendôme en marzo de 1227, Hugo XI se prometió a continuación con Isabel de Francia, hija de Luis VIII de Francia y Blanca de Castilla, aunque Isabel rompería el compromiso posteriormente.

## Matrimonio y familia
Hugo XI se casó con Yolanda de Bretaña (1218 – 1272) en 1236, hija de Pedro I, Duque de Bretaña, Conde de Richmond, y Alix.
- Hugo XII de Lusignan, esposo de Jeanne de Fougères
- Guy de Lusignan (fallecido en 1288/89)
- Geoffrey de Lusignan (fallecido en 1264)
- Alice (o Alix) de Lusignan (después de octubre de 1236-mayo de 1290). Casada con Gilbert de Clare, VII Conde de Gloucester[3]
- María de Lusignan (1242-después del 11 de julio de 1266). Casada con Robert de Ferrers, VI conde de Derby[4]
- Isabelle de Lusignan, dama de Belleville (1248-1304). Casado con Maurice de Belleville
- Yolanda de Lusignan (fallecida el 10 de noviembre de 1305). Casada con Pierre I, señor de Préaux

La esposa de Hugh XI, Yolanda, nunca volvió a casarse.

## Muerte
En 1249 accedió a servir al conde de Poitiers durante un año en la Séptima Cruzada. Murió el 6 de abril de 1250 durante la Batalla de Fariskur, la última gran batalla de la Séptima Cruzada, que estaba encabezada por Luis IX de Francia. Su hijo Hugo XII le sucedió como Conde de La Marche y Anguleme.

## Nota
1. 1 2  Davenport, 1975, p. 94.
2. 1 2  Taylor, 2005, p. 221.
3. ↑  Pollock, 2015, p. 195.
4. ↑  Pollock, 2015, p. 156.

## Fuente
- Davenport, Millia (1975). The Secular Spirit: Life and Art at the End of the Middle Ages. The Metropolitan Museum of Art.
- Pollock, M.A. (2015). Scotland, England and France after the Loss of Normandy, 1204-1296. The Boydell Press.
- Taylor, Claire (2005). Heresy in Medieval France: Dualism in Aquitaine and the Agenais, 1000-1249. The Boydell Press.